# Pianakløfterne
Pianakløfterne (fransk Les Calanques de Piana) er et naturområde på den nordvestlige del af den franske ø Korsika. Sammen med de tilgrænsende områder Portobugten, Girolatabugten og Scandola Naturreservat er den et verdensarvsområde. Pianakløften blev tilføjet til verdensarvsområdet i 1996.
En sti går gennem området, mellem landsbyerne Porto og Ota, og Piana. Landskabet er råt, med tydelige spor af erosion. Landskabstypen hedder på fransk Calanque og kan ikke oversættes direkte; Det kommer af det korsikanske calanca, der betegner kalkstensklippe som er eroderet af vejret og havet. Sådanne kløfter findes på Korsika og den franske middelhavskyst.